# モーニング・グローリー
『モーニング・グローリー』（原題: (What's the Story) Morning Glory?）は、オアシスのセカンド・アルバム。

## 解説
発売直後から世界中で爆発的な売り上げを記録し、オアシス最高のセールスを記録した。イギリス国内だけでも、歴代5位となる470万枚以上、全世界では2500万枚以上を売り上げた。1995年の英国『メロディ・メイカー』誌の年間ベスト・アルバム・ランキングにおいても3位を獲得している。
初期メンバーであったトニー・マッキャロルが事実上解雇され、本作からドラマーがアラン・ホワイトに代わる。
ジャケット写真は、ソーホーのバーウィック・ストリートにてアルバム・タイトルと同じく夜明けに撮影されたもので、通りを歩くDJのショーン・ローリーとオアシスのデザイナーのブライアン・キャノンがすれ違う様子を敢えて不鮮明に撮っている。ジャケットを撮影したフォトグラファーのマイケル・スペンサー・ジョーンズは「写真の二人は、いい奴らなのか悪い奴らなのか、友人同士なのか敵同士なのか…彼らのキャラクターがはっきりとわからないようにしてるんだ」と説明している。すれ違う二人の後方には、本作のプロデューサーであるオーウェン・モリスがアルバムのマスター・テープを持っている。このジャケットワークはギャラガー兄弟が敬愛するビートルズのアルバムである『アビイ・ロード』に倣ったものとされる場合もあるが、真偽は不明。
2010年2月に行われたブリット・アワードで、「過去30年間のベストアルバム」に選出された。授賞式には、バンドを代表してリアムが出席した。
『ローリング・ストーン誌が選ぶオールタイム・グレイテスト・アルバム500』に於いて、157位にランクイン。

## 収録曲
全曲、ノエル・ギャラガー(1曲目はNoel Gallagher/Mike Leander/Gary Glitter）による作詞・作曲
アナログ盤は2枚組で、「ハロー」から「ワンダーウォール」までがA面、「ドント・ルック・バック・イン・アンガー」から「ボーンヘッド・バンク・ホリデイ」までがB面、「サム・マイト・セイ」から「シーズ・エレクトリック」までがC面、「モーニング・グローリー」から「シャンペン・スーパーノヴァ」までがD面である。
1. ハロー - "Hello"
ゲイリー・グリッターの「Hello, Hello I'm Back Again」から歌詞とメロディを引用している。作曲クレジットもNoel Gallagher/Mike Leander/Gary Glitterとなっている。冒頭に僅か10数秒ほど、同アルバム収録曲の「ワンダーウォール」のメロディが流れる。
2. ロール・ウィズ・イット - "Roll With It"
ブラーのシングル「カントリー・ハウス」と同日発売で話題になったアルバムからの2枚目のシングル。後にオアシス側にCDの集計ミスがあったともいわれているが、結果的に初動セールスでは、ブラーのシングルを下回る結果となった。そのような背景もあってか、ノエルはこの曲をあまり良く思っていないとコメントしている。
BS日テレ「おぎやはぎの愛車遍歴 NO CAR, NO LIFE!」エンディングテーマ。
3. ワンダーウォール - "Wonderwall"
シングルカットされるや否や世界中で大ヒットを記録したオアシスを代表する曲。タイトルはジョージ・ハリスンの同名サントラから。後にノエルと結婚することになるメグ・マシューズに対するラブソング。しかし、メグと離婚後は、架空の人物について歌っているとノエルは訂正している。バンドが歴史を重ねると同時に数多くのアレンジを加えた新たなテイクが生まれており、オリジナル通りに演奏されることはほとんどない。他のミュージシャンによって多くのカバーもされており、中でもライアン・アダムスによるカバーはノエルのお気に入りでもあり、一時期ライアンのアレンジスタイルで演奏していた。
4. ドント・ルック・バック・イン・アンガー - "Don't Look Back in Anger"
全英シングルチャートでは「サム・マイト・セイ」以来となる1位を記録した。初めてノエルがボーカルを採ったアルバム収録曲。ピアノで弾かれるイントロはジョン・レノンの「イマジン」から引用している。歌詞の一部はジョン・レノンとオノ・ヨーコのベッドから平和を呼びかける運動を指していると言われている。当初はリアムがこの曲を歌いたいと主張し、ノエルと口論になったが、兄弟喧嘩の末[注釈 1]にリアムが折れて最終的にノエルが歌うことになったという逸話がある。マルーン5など数多くのアーティストによってカバーされ、日本でも吉井和哉などがライブでカバーしている。2010年公開の松竹配給映画『BECK』のエンディングテーマとして、2013年のau「FULL CONTROL YOUR CITYキャンペーン」にも起用された。サビに「サリー」という女性の名前が出てくるが、あるときイアン・ブラウンのギグに訪れたノエルにファンの女の子が「サリーはストーン・ローゼズの"サリー・シナモン"の事なの？」と聞いた。本当は違ったのだが、ノエルは「素晴らしいアイデアだ」と思い、彼女の出した答えを無駄にしないためにその場では「そうだよ」と答えてしまったという[注釈 2]。実際には、歌詞がまだ決まり切っていない時にリアムが「サリーって誰だよ？」と聴き間違えたものをそのまま採用した[19]。
5. ヘイ・ナウ! - "Hey Now!"
6. (Untitled)
The Swamp Songの一節。
7. "Bonehead's Bank Holiday"
2枚組アナログ盤のみの収録曲
8. サム・マイト・セイ - "Some Might Say"
アルバムリリース前のリードシングルで、全英シングルチャートで初の1位を獲得した。他の曲は全てアラン・ホワイトがドラムを担当しているが、アルバムの中で唯一、解雇されたトニー・マッキャロルがドラムを演奏している。
9. キャスト・ノー・シャドウ - "Cast No Shadow"
アコースティックとストリングスを主体にしたナンバーで、ザ・ヴァーヴのリチャード・アシュクロフトに捧げられている。ギャラガー兄弟とリチャードは懇意な関係にあり、リチャードはオアシスをこの国が生んだ最高のロックバンドと絶賛している。
10. シーズ・エレクトリック - "She's Electric"
曲中「Coz I'll be you and you'll be me～」のメロディはキンクス「wonderboy」のワンフレーズから拝借。アウトロでビートルズの「ウィズ・ア・リトル・ヘルプ・フロム・マイ・フレンズ」を引用している。アルバムではリアムがヴォーカルを担当しているが、ライブではノエルが歌うことが多い。
11. モーニング・グローリー - "Morning Glory"
同アルバムのタイトルチューンとなっている楽曲であり、PVも製作されている。ソニー『ウォークマンAシリーズ』CMソング（2007年）に起用された。曲中にはヘリコプターの航空音が挿入されている。後に発表される楽曲「アクイース」（『ザ・マスタープラン』収録）では冒頭とアウトロでノエルがこの曲のサビを歌っている。
12. (Untitled)
The Swamp Songの一節。
13. シャンペン・スーパーノヴァ - "Champagne Supernova"
7分半に及ぶ曲で、ポール・ウェラーがバックボーカルとギターでゲスト参加している。キャリア後期のライブでは短めのギターソロしか演奏されなかったが、アルバム発売当時は、曲の半分以上がノエルによるギターソロであった。ノエル曰く、子供の頃に憧れていたロックスター達に捧げた曲。曲の冒頭に波の音が挿入されている。

## 2014年盤
- オアシスがデビューを果たしてから世界的現象となるまでの最重要期間、1993年～1997年を振り返るプロジェクト「チェイシング・ザ・サン」シリーズの第2弾としてリリース。全曲最新リマスタリングが施されている。
- デラックス・エディション（完全生産限定盤）とスタンダード・エディション（通常盤）の2形態でリリース。詳細は後述。

### 仕様
- スタンダード・エディション（通常盤）
  - 1CD（オリジナル盤のリマスター）
  - 初回仕様：紙ジャケット
- デラックス・エディション（完全生産限定盤）
  - 3CD（オリジナル盤のリマスター＋カップリング集＋未発表音源）
  - ハードカヴァー紙ジャケット
  - 24Pブックレット
- D2C Super Deluxe Box Set （輸入盤、完全生産限定）
  - 豪華BOX仕様
  - 3CD（デラックス・エディションと同内容）＋2LP（『モーニング・グローリー』リマスター盤のアナログ）
  - 12Inch vinylプロモーション盤のレプリカ（収録曲：Cum On Feel The Noize / Champagne Supernova (Lynch Mob Beats Remix)）
  - 7Inch vinylシングル（収録曲：Hello (Demo) / She's Electric (Demo)）
  - アルバム・プロモーション用カセットのレプリカ（収録内容はDisc 1と同一）
  - 56Pハードカヴァー豪華本
  - 「ロール・ウィズ・イット」スモーキング・ペーパーのレプリカ、12インチ・サイズのアート・カード、ポストカード3枚セット封入

### 収録内容

#### ディスク 1
- オリジナル盤『モーニング・グローリー』リマスター

1. ハロー - "Hello"
2. ロール・ウィズ・イット - "Roll With It"
3. ワンダーウォール - "Wonderwall"
4. ドント・ルック・バック・イン・アンガー - "Don't Look Back In Anger"
5. ヘイ・ナウ! - "Hey Now!"
6. サム・マイト・セイ - "Some Might Say"
7. キャスト・ノー・シャドウ - "Cast No Shadow"
8. シーズ・エレクトリック - "She's Electric"
9. モーニング・グローリー - "Morning Glory"
10. シャンペン・スーパーノヴァ - "Champagne Supernova"
11. ハロー（デモ） - "Hello (Demo)"
日本盤ボーナストラック
12. ワンダーウォール（ライヴ・アット・ネブワース・パーク） - "Wonderwall (Live at Knebworth Park)"
日本盤ボーナストラック

#### ディスク 2
- B-SIDE収録曲＋エクストラ・トラック

1. トーク・トゥナイト - "Talk Tonight"
2. アクイース - "Acquiese"
3. ヘッドシュリンカー - "Headshrinker"
以上3曲は6thシングル『サム・マイト・セイ』収録
4. イッツ・ベター・ピープル - "It's Better People"
5. ロッキンチェアー - "Rockin' Chair"
以上2曲は7thシングル『ロール・ウィズ・イット』収録
6. ステップ・アウト - "Step Out"
7. アンダーニース・ザ・スカイ - "Underneath The Sky"
8. カム・オン・フィール・ザ・ノイズ - "Cum On Feel The Noise"
以上3曲は9thシングル『ドント・ルック・バック・イン・アンガー』収録
9. ラウンド・アー・ウェイ - "Round Are Way"
10. ザ・スワンプ・ソング - "The Swamp Song"
11. ザ・マスタープラン - "The Masterplan"
以上3曲は8thシングル『ワンダーウォール』収録
12. ボーンヘッズ・バンク・ホリデイ - "Bornhead's Bank Holiday"
アナログ盤（オリジナル）のみのエクストラ・トラックとして収録
13. シャンペン・スーパーノヴァ（ブレンダン・リンチ・ミックス） - "Champagne Supernova (Brendan Lynch Mix)"
プロモーション盤12Inchに収録
14. 悲しみはぶっとばせ - "You've Got To Hide Your Love Away"
(John Lennon/Paul McCartney)
ビートルズのカバー
日本限定EP『サム・マイト・セイ』収録

#### ディスク 3
- 未発表デモ、ライブ音源

1. アクイース（ライヴ・アット・アールズ・コート） - "Acquiesce (Live At Earls Court)"
2. サム・マイト・セイ（デモ） - "Some Might Say (Demo)"
3. サム・マイト・セイ（ライヴ・アット・ロスキルド） - "Some Might Say (Live At Roskilde)"
4. シーズ・エレクトリック（デモ） - "She's Electric (Demo)"
5. トーク・トゥナイト（デモ） - "Talk Tonight (Demo)"
6. ロッキンチェアー（デモ） - "Rockin' Chair (Demo)"
7. ハロー（ライヴ・アット・ロスキルド） - "Hello (Live At Roskilde)"
8. ロール・ウィズ・イット（ライヴ・アット・ロスキルド） - "Roll With It (Live At Roskilde)"
9. モーニング・グローリー（ライヴ・アット・ロスキルド） - "Morning Glory (Live At Roskilde)"
10. ヘイ・ナウ!（デモ） - "Hey Now! (Demo)"
11. ボーンヘッズ・バンク・ホリデイ（デモ） - "Bornhead's Bank Holiday (Demo)"
12. ラウンド・アー・ウェイ（MTV アンプラグド） - "Round Are Way (MTV Unplugged)"
13. キャスト・ノー・シャドウ（ライヴ・アット・メイン・ロード） - "Cast No Shadow (Live At Maine Road)"
14. ザ・マスタープラン（ライヴ・アット・ネブワース・パーク） - "The Masterplan (Live At Knebworth Park)"

## その他
- オアシス最大のヒット作で、チャート・アクションは全英1位(10週)・全米4位。シングル「Some Might Say」と「Don't Look Back in Anger」も全英1位を獲得。
- シングル「Wonderwall」は、フジテレビ系の深夜音楽番組『BEAT UK』のUKシングルチャートでNo.1を獲得している。
- アナログ盤にのみ「Bonehead's Bank Holiday」が収録されている。
- プロモーション盤には「Step Out」が収録されていたが、スティーヴィー・ワンダーの「Uptight (Everything's Alright)」にメロディが酷似していたため、アルバムからは外れ、最終的に「Don't Look Back in Anger」のB面に収録された。

## 参加ミュージシャン

### オアシス
- リアム・ギャラガー - ボーカル
- ノエル・ギャラガー - ギター、ボーカル、メロトロン、ピアノ、イーボウ
- ポール・アーサーズ - リズム・ギター、メロトロン、ピアノ
- ポール・マッギーガン - ベース
- アラン・ホワイト - ドラム、パーカッション

### ゲスト・ミュージシャン
- トニー・マッキャロル - ドラム (on "Some Might Say")
- ポール・ウェラー - リード・ギター、バック・ボーカル (on "Champagne Supernova")